# Fissidens aggestus
Fissidens aggestus är en bladmossart som beskrevs av Jean Édouard Gabriel Narcisse Paris 1896. Fissidens aggestus ingår i släktet fickmossor, och familjen Fissidentaceae. Inga underarter finns listade i Catalogue of Life.